# Shanghai Animation Film Studio
Shanghai Animation Film Studio (xinès simplificat: 上海美术电影制片厂, pinyin: Shànghǎi Měishù Diànyǐng Zhìpiānchǎng, literalment Estudi d'animació de Shanghai) també conegut amb l'abreviació SAFS (xinès simplificat: 美影厂, pinyin: Měi Yǐng Chǎng) és un estudi d'animació xinés amb seu en Shanghai, que forma part del Shanghai Film Group Corporation.
El Shanghai Meishu Dianying Zhipianchang s'estableix oficialment l'abril del 1957, encara que portava en funcionament des del 1950, i té els seus orígens en l'estudi de cinema de Changchun. Ha produït pel·lícules dels pioners del cinema d'animació xinesa Te Wei i els germans Wan. A data de 1985, havia produït un total de 275 pel·lícules, de les quals 22 havien obtés 31 premis a festivals de cinema de la Xina, i 45 a festivals internacionals. En total, ha produït al voltant de 500 pel·lícules amb una durada superior als 40.000 minuts d'animació original, cobrint el 80% de la producció domèstica d'animació de la Xina.
L'estudi ha sigut reconegut per produir pel·lícules animades utilitzant formes provinents de diferents tipus d'art xinés, com el Jianzhi, Titelles, Zhezhi o les Ombres xineses, així com l'Animació amb tinta xinesa, que es basa en el Shuimo hua. A la utilització d'elements provinents de les formes tradicionals d'art pictòric a la Xina en les produccions de cinema d'animació se la coneix com estil nacional, i fou creat i desenvolupat a l'estudi a finals de la dècada del 1950. Fins a la reforma i apertura de l'economia xinesa a finals de la dècada del 1980, es consideraven algunes de les tècniques de l'estil nacional com un secret d'estat, i sols a Shanghai es podien realitzar pel·lícules amb aquelles tècniques.
També realitza col·laboracions internacionals amb diversos estudis d'arreu del món.

## Història

### Establiment (1946-1957)

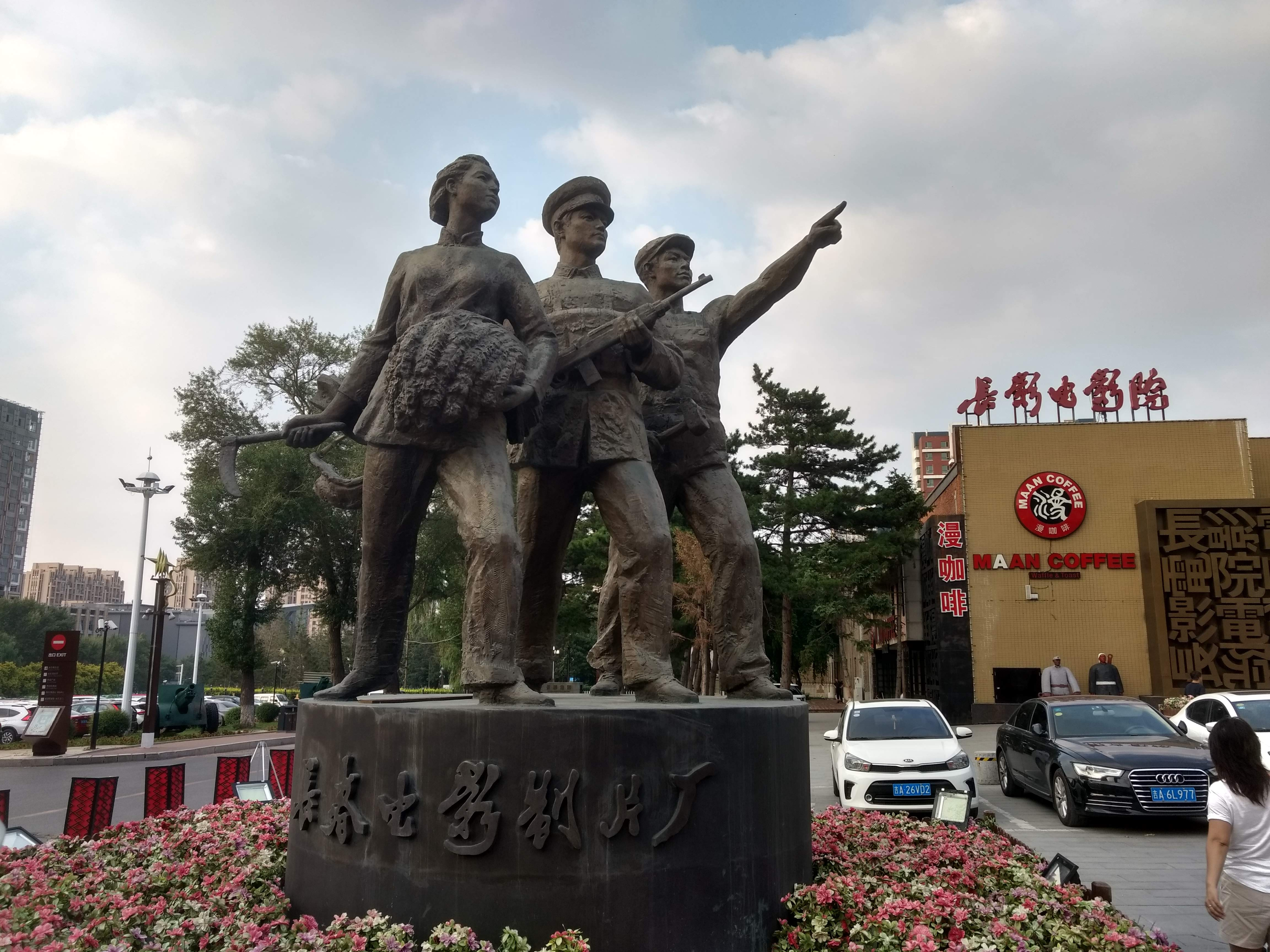
Estàtua que representa el logotip de l'estudi de cinema de Changchun, on es formà el que seria l'estudi d'animació de Shanghai.

Pel 1949, moment de la proclamació de la República Popular de la Xina, Te Wei, Jing Shi i altres professionals de l'animació es trobaven a Changchun treballant per ordre del Ministeri de Cultura en la Dongbei Dianying Zhipianchang. Aquell equip no tenia massa experiència treballant amb animació, per la qual cosa hagueren d'aprendre veient pel·lícules soviètiques. Amb el lideratge de Chen Bo'er, el nou Estudi de cinema de Changchun va convertir-se en el centre pioner del cinema d'animació xinés.
El 1950, l'equip d'animació és transferit a Shanghai, on a parer de Te Wei, hi havien millors condicions per a desenvolupar el projecte. Allà s'unirien els germans Wan, els talents de l'Acadèmia Central de Belles Arts de Beijing, l'Institut d'Art de Suzhou i altres artistes de renom per a crear l'actual estudi. Aquell mateix any s'estrena la primera pel·lícula d'animació de la Xina socialista basada en un conte de fades, el curtmetratge en blanc i negre Xiexie Xiao Huamao, de Fang Ming.
Es diu que el 1955 va ocórrer que la primera pel·lícula a color que produeixen, Wuya Wei Shenme Shi Heide, guanyà un premi al Festival de Venècia però és confosa amb una producció soviètica. Tot i que estudis posteriors no han pogut demostrar que allò ocorreguera realment, l'anècdota s'ha utilitzat per a explicar els canvis que es produirien a continuació. A partir d'aquell moment, es va decidir que l'animació xinesa hauria de reflectir els costums i l'estètica xineses. En la següent cinta, Jiao'ao de Jiangjun, els creadors es basarien en l'Òpera de Pequín, iniciant així un camí de trenta anys experimentant amb una estètica pròpia, el conegut com estil nacional. Després vindria Zhu Baije Chi Xigua, experimentant amb paper tallat, tècnica tradicional xinesa. Mentrestant, les produccions anirien guanyant reconeixement i premis tant al país com a nivell internacional. A partir d'aquell moment, el vicepremier Chen Yi va encarregar a l'estudi realitzar un treball inspirant en l'estil de pintura amb pinzell de Qi Baishi. El resultat seria Xiao ke dou zhao mama, estrenada l'any 1960, i que seria la primera producció que utilitzaria la tècnica de l'animació amb tinta xinesa.
Tot i que ja havien produït algunes cintes que esdevindrien clàssics, no seria fins 1957 que l'estudi es funda oficialment, amb Te Wei com a director. La creació de l'estudi s'emmarca en la Campanya de les Cent Flors del 1956, on el govern comunista va animar el desenvolupament i innovació tant de la tecnologia com de l'art a la Xina.

### L'edat daurada (1957–1966)

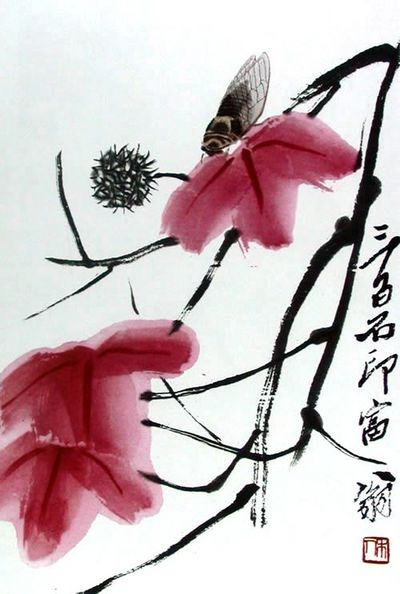
L'art de Qi Baishi seria una de les influències per a pel·lícules d'animació shuimo, com Xiao kedou zhao mama.

Després de l'èxit de Shen Bi i Jiao'ao de Jiangjun, l'estudi va rebre més suport per part del govern, que els animà a estudiar els mètodes occidentals però amb l'objectiu de desenvolupar un mètode específicament xinés. El període de 1957 a 1966 s'ha considerat com l'edat daurada de l'animació xinesa, sobretot a la creativitat i qualitat de les produccions de Shanghai.
Personalitats com Zhou Enlai donaven suport a la indústria, i fins i tot parlaven amb Te Wei sobre el futur del mitjà. Per norma general, el govern era molt laxe amb la indústria del cinema d'animació, la qual cosa els permetia gran llibertat creativa.
És en aquell moment quan es desenvolupa la creativitat de les produccions xineses. A l'èxit i reconeixement internacional de Xiao kedou zhao mama, se suma el llargmetratge en dos parts Rebombori al cel, inspirada en la llegenda del rei mico.
Rebombori al cel és generalment considerada una obra mestra del cinema d'animació de la Xina, i la seua influència ha sigut tan forta, que el disseny del personatge, realitzat per Tang Cheng i inspirat en l'Òpera de Pequín, ha romàs en l'imaginari col·lectiu xinés com el definitori del personatge del rei mico.
A partir de 1960 es comença a vore la influència del realisme socialista en alguna producció, com Caoyuan Yingxiong Xiao Jiemei. Tot i que ja hi havien crítiques per dretanització des del 1957, però, no seria fins 1964 que Te Wei i l'estudi d'animació foren assenyalats pel moviment antidretà. L'edat daurada acaba el 1965 amb l'esclat de la Revolució Cultural, quan els animadors comencen a ser perseguits per la Jove Guàrdia Roja.

### Revolució cultural (1966–1976)
Durant el període de la Revolució Cultural, l'estudi sencer va ser tancat pels Guàrdies rojos. Es prohibeixen per fantasioses quasi totes les produccions de l'estudi, com Mu Di, i es permeten una minoria, de temàtica realista, com Caoyuan Yingxiong Xiao Jiemei. Tot i les diferències d'estil, ambdues pel·lícules van ser produïdes el 1964. A partir d'aquell moment i fins al final de la Revolució Cultural, sols quatre pel·lícules serien produïdes. A més, entre 1967 i fins al 15 de juny de 1977 l'empresa seria coneguda com a estudi de la Guàrdia Roja.
Amb la caiguda de la Banda dels Quatre el país retorna a la normalitat i els animadors poden tornar del camp, encara que les primeres produccions encara estarien dedicades a Mao Zedong i a l'exèrcit.

### Finals de segle (1976-1999)

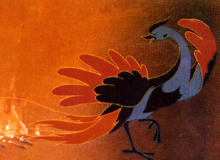
Wuya Wei Shenme Shi Heide fou la primera pel·lícula a color de l'estudi.

A partir de 1976 comença a augmentar el ritme de producció i a poc a poc tornen a aparéixer elements fantasiosos a les pel·lícules. Jinse de Dayan, del 1976, suposa el final de l'etapa anterior. Hualang Yiye, del 1978, tracta sobre els problemes de la Revolució Cultural. A partir d'aquell moment es recuperen les temàtiques fantàstiques i es considera que comença una segona edat daurada de l'animació xinesa, que acabaria cap a finals de la dècada del 1980 per la competència de l'animació japonesa, i també americana. Açò s'explica perquè en aquell moment les televisions no havien de pagar drets per emetre productes estrangers. La gran presència d'animació japonesa en la televisió de la Xina també influí estèticament en els treballs posteriors. A partir del 2005, al país s'imposen quotes als productes culturals estrangers.
El 1979 es publica Nezha Nao Hai, i el 1983 ho fa Tianshu ji tan, dos llargmetratges que se consideren les millors obres produïdes per l'estudi en l'època de l'apertura. El 1980 produeixen San ge heshang, que guanyaria el premi a millor pel·lícula d'animació a la primera edició dels premis Jinji Jiang. Un altre clàssic de l'època és la pel·lícula de titelles del 1984 Xiyue Qi Tong.
En la dècada de 1980 destaquen l'emissió per CCTV de la sèrie de pel·lícules Heimao Jingzhang, originàriament estrenades als cinemes, així com de la sèrie de televisió Hulu Xiongdi. El cas de Heimao Jingzhang és paradigmàtic, ja que era la primera vegada que una producció xinesa imitava l'estil de les produccions japoneses i americanes, i àdhuc, introduïa per primera vegada el fenomen del marxandatge.
El 1989, la posició de director de l'estudi queda vacant i s'obri un procés de debat intern, en forma de congrés oficial, al voltant del funcionament de l'empresa, on hi participen els treballadors. A més, el mercat laboral també afectà a l'estudi de Shanghai, ja que els salaris més alts d'empreses d'altres llocs del món provocaven una fuga de cervells. Fins a finals de la dècada del 1980, l'estat garantia la producció d'entre 300 i 400 minuts d'animació anuals, que eren distribuïts mitjançant la China Film Group Corporation. Tot i que l'estat continuava garantint la producció, a partir dels anys 90 esta sols cobreix un 70% de les despeses totals, la qual cosa obliga a les empreses a obrir-se a coproduccions estrangeres.
L'abril de 1990 s'estableix una aliança amb Hong Kong Yili Developing Ltd i es produeix una reestructuració, on alguns departaments, com el de titelles i el d'animació amb retalls queden baix tutela de l'estat, el d'animació tradicional s'agrupa amb una filial pròpia, i el de processament d'imatge esdevé una societat col·lectiva. Aquell mateix any, l'estudi publica el seu primer treball amb CGI, una minisèrie d'esports inserida en un programa de la CCTV.
El juny del 1993, i en paral·lel al projecte 5155, l'estudi publica una revista dedicada al dongman, Katong Wang. El 1994 es fa un pla de viabilitat de l'estudi, i per a 1999 ja s'havien invertit uns 49 milions de yuan per a produccions dirigides a la televisió. A partir de la dècada dels 2000 la producció es dispara, passant de 500 a 5.000 minuts de producció anuals a mitjans de dècada. També augmenta la competència amb l'entrada de noves empreses.

### Segle XXI
Al Segle XXI, l'estudi recupera algunes de les sèries i personatges de l'etapa clàssica, i n'ha fet remakes, com en el cas de Heimao Jingzhang, que tingué un remake el 2010, i una seqüela el 2015. També hi hagué una pel·lícula estrenada als cinemes de la sèrie de la dècada del 1980, Hulu Xiongdi. La recuperació dels clàssics també es va produir en forma de remasteritzacions i restauracions a 4K de les pel·lícules antigues.
Per a 2013, l'estudi produïa una desena de pel·lícules anuals, i per a la dècada del 2020, col·laborava amb plataformes digitals, com Bilibili, per a la que va produir la pel·lícula Zhonguo ji tan.